# Benito Nardone

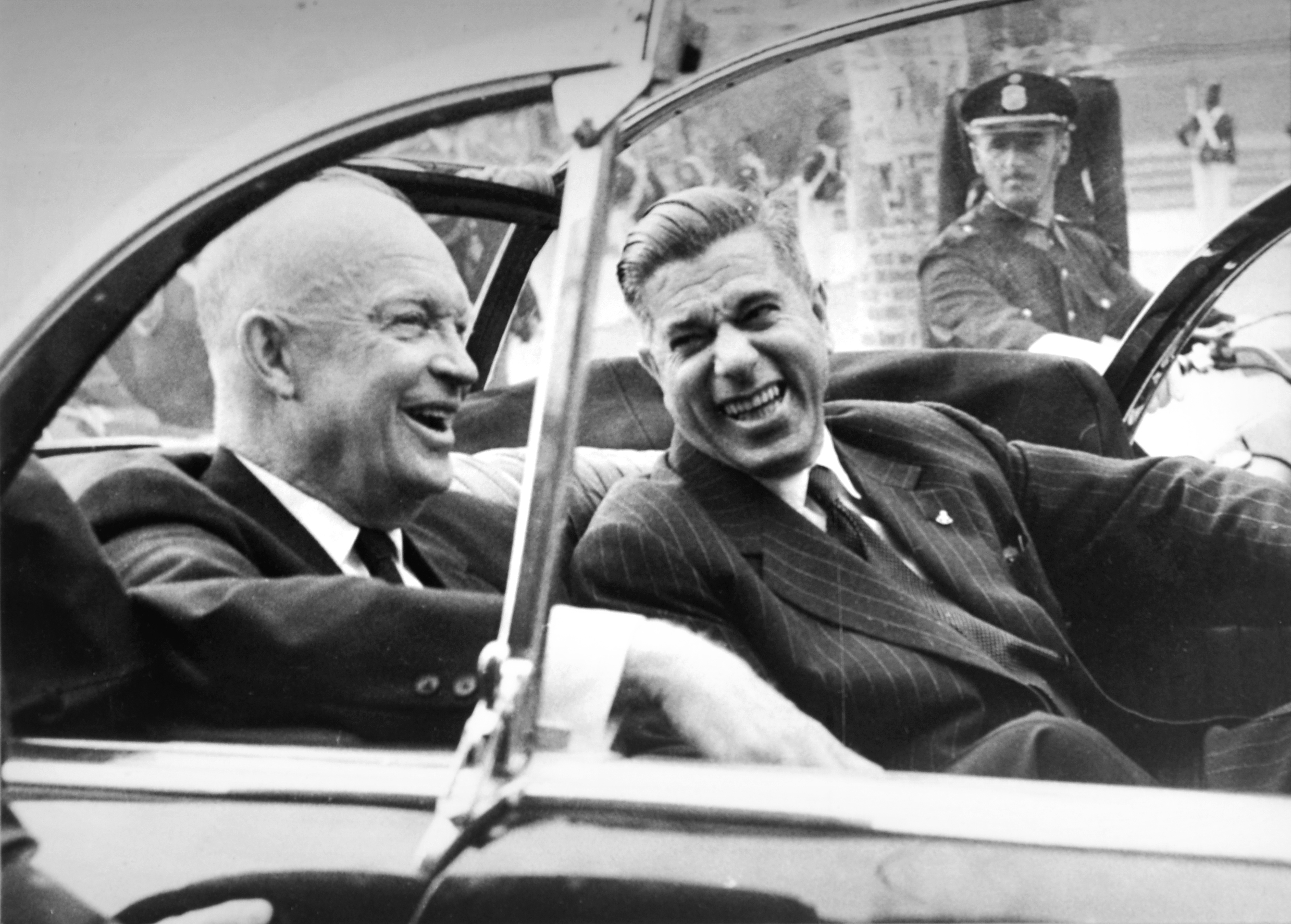
Nardone con el presidente estadounidense Dwight D. Eisenhower, en marzo de 1960.

Benito Nardone Cetrulo (Montevideo, 22 de noviembre de 1906 - Montevideo, 25 de marzo de 1964) fue un político y periodista radiofónico uruguayo perteneciente al Partido Nacional que se desempeñó como presidente del Consejo Nacional de Gobierno entre 1960 y 1961.

## Biografía
Hijo de un modesto inmigrante de Gaeta, Italia, después de sus estudios preparatorios se transforma en periodista. De tradición batllista y gran lector de historia, economía y política, comienza a trabajar en el periodismo escrito; escribió en las páginas de El Día, y posteriormente, convocado por Domingo Bordaberry, escribió en El Pueblo y Diario Rural, para luego dedicarse exclusivamente a la actividad radiofónica. En 1940, a los 34 años de edad, bajo el seudónimo de "Chicotazo" o "Chico-Tazo", comienza a realizar comentarios en CX 4 Radio Rural sobre el mercado nacional e internacional de lana, divulgando a los productores rurales medianos y pequeños los manejos y los lucrativos negocios de los intermediarios.
Todos los días, a las 11:30 de la mañana (cuando los trabajadores rurales ya estaban de vuelta en sus casas luego de las tareas diarias en el campo) y con la música del Pericón Nacional como fondo, Chicotazo se unía a las conversaciones y preocupaciones diarias de los pequeños y medianos productores de la tierra y también de los peones rurales hablando en su mismo lenguaje. En aquel tiempo hablar por radio y referirse a temas gremiales y políticos rurales, como lo hacía Benito Nardone, era original o desacostumbrado.
Surgido al margen de los partidos políticos y convocando por igual a blancos y colorados, logra formar una fuerza de tal cohesión gremial que funda en 1951 la Liga Federal de Acción Ruralista. A partir de ese momento, sus ideas las pregonaba –además de en su audición radial diaria- en los congresos ruralistas y en los cabildos abiertos que se hacían en todo el país en los que todos podían hablar, así fuera el más intransigente crítico.
En 1958, E. Howard Hunt, alto funcionario de la CIA reclutó a Nardone como "operador político", actividad que desarrolló hasta 1963.
Para las elecciones nacionales de 1958, convirtió a esta organización puramente gremial en una fuerza política aliándose al Partido Nacional. Esta alianza permitió el triunfo electoral de este Partido -ausente de la dirección gubernativa del país desde 1865-. Como consecuencia de esta alianza, ingresa al Consejo Nacional de Gobierno (1959-1963), del que fue presidente en 1960. Terminado su mandato legal, volvió a sus actividades sindicales desde la radio y la prensa cada vez con un mayor tono conservador y anticomunista.
Durante su presidencia en 1960 visitó Italia, yendo a Limido Comasco y Gaeta donde el 1 de diciembre inauguró un monumento del escultor Edmundo Prati dedicado al prócer uruguayo José Gervasio Artigas. La comuna de Gaeta lo hizo ciudadano honorífico, en recuerdo de su padre Nicola Antonio que a fines del siglo XIX dejó Gaeta para irse al Uruguay en busca de mayor suerte.   
Enfermo de cáncer, en marzo de 1964, murió en el Sanatorio Italiano de Montevideo. Todo el dispositivo militar previsto, para rendirle honores de Estado (ya que presidió el gobierno colegiado) fue desactivado cuando el Senado no hizo quórum. Llegan ómnibus con partidarios de todo el país y fue sepultado en el Cementerio Central.
| Predecesor: Martín Echegoyen | Presidente del Consejo Nacional de Gobierno 1960-1961 | Sucesor: Eduardo Víctor Haedo |